# ウシタキソウ
ウシタキソウ（牛滝草、学名：Circaea crdata ）は、アカバナ科ミズタマソウ属の多年草。

## 特徴
日本の同属の他種と比べ、全体に軟毛が多い。地下に根茎がある。茎は直立し、高さは40-60cmになり、淡緑色で、軟らかい短毛と長毛が密生する。葉は対生し、長い葉柄があり、葉身は長さ4-12cm、幅3-8cmの卵心形から卵形で、先端は鋭尖形、基部は心形から円形で、両面に毛があり、縁に低い波状の鋸歯がある。
花期は8-9月。茎先に分枝して総状花序をつけ、花柄のある小さい花を下向きにつける。花序は長さ7-15cmになり、毛がはえる。萼裂片は緑色で2個あり、花弁は白色で2個あり、先端が深く2裂する。雄蕊は2個あり、花弁と互生し、花柱は1個でかぎ毛のある下位子房がある。果実は球形の堅果で、径約3mmになり、溝があり、硬いかぎ状の刺毛が密生する。中に種子が2個入る。

## 分布と生育環境
日本では、北海道、本州、四国、九州に分布し、山地の湿り気のある林内に生育する。世界では、朝鮮半島、中国大陸、ウスリー、ヒマラヤに分布する。

## 名前の由来
和名のウシタキソウは、「牛滝草」の意で、「牛滝山」という地名に由来するという説と、本種の果実が雫状でそれを牛のよだれに見立て、東日本の方言でこれを「シタキ」ということから、「牛シタキ草」が詰まって「ウシタキソウ」となったという説がある。種小名の cordata は、「心臓形の」の意味で、葉身の形から。

## ギャラリー
- 花は2弁花で、花弁は2深裂する。
- 葉表。毛が生え、基部は心形になる。
- 葉裏。毛が密生する。

## 交雑種
- オオタニタデ Circaea × dubia H.Hara - 本種とタニタデの自然交雑種[5]
- ヒロハノミズタマソウ Circaea × ovata (Honda) Boufford - 本種とミズタマソウの自然交雑種[6]
- ハヤチネミズタマソウ Circaea × skvortsovii Boufford - 本種とエゾミズタマソウの自然交雑種[7]